# Megastigmus koebelei
Megastigmus koebelei är en stekelart som beskrevs av William Harris Ashmead 1904. Megastigmus koebelei ingår i släktet Megastigmus och familjen gallglanssteklar. Inga underarter finns listade i Catalogue of Life.